# Ваи (язык)
Ваи (ꕙꔤ) – один из языков манде. Большинство носителей, около 105 000, проживает в Либерии. Небольшие общины имеются в Сьерра-Леоне.
Примечателен тем, что является одним из немногих африканских языков к югу от Сахары, имеющих собственную письменность, не основанную на латинице (см. ваи (письмо)).
Письменность ваи была разработана Момолу Дувалу Букэлэ (Mɔmɔlu Duwalu Bukɛlɛ) около 1833 года (по другим утверждениям, в 1815 году).

## Фонология
Ваи является тональным языком, имеет 12 гласных и 31 согласный.

### Гласные
|              | Оральные | Оральные | Носовые | Носовые |
| Передние     | Задние   | Передние | Задние  |         |
| ------------ | -------- | -------- | ------- | ------- |
| Закрытые     | i        | u        | ĩ       | ũ       |
| Полузакрытые | e        | o        | ɛ̃       | ɔ̃       |
| Полуоткрытые | ɛ        | ɔ        | ɛ̃       | ɔ̃       |
| Открытые     | a        | a        | ã       | ã       |

### Согласные
|                       |                          | Губные | Альвеолярные | Постальвеолярные | Велярные | Лабиально-велярные | Глоттальные |
| --------------------- | ------------------------ | ------ | ------------ | ---------------- | -------- | ------------------ | ----------- |
| Смычные and Аффрикаты | Глухие                   | p      | t            | t͡ʃ               | k        | k͡p                 |             |
| Смычные and Аффрикаты | Звонкие                  | b      | d            | d͡ʒ               | ɡ        | ɡ͡b                 |             |
| Смычные and Аффрикаты | Преназальные             |        |              | ɲd͡ʒ              | ŋɡ       | ŋ͡mɡ͡b               |             |
| Смычные and Аффрикаты | Имплозивные              | ɓ      | ɗ            |                  |          |                    |             |
| Смычные and Аффрикаты | Преназальные имплозивные | mɓ     | nɗ           |                  |          |                    |             |
| Фрикативные           | Глухие                   | f      | s            | ʃ                |          |                    | h           |
| Фрикативные           | Звонкие                  | v      | z            |                  |          |                    |             |
| Носовые               | Носовые                  | m      | n            | ɲ                | ŋ        |                    |             |
| Аппроксиманты         | Аппроксиманты            |        | l            | j                |          | w                  |             |
| Ротические            | Ротические               |        | r            |                  |          |                    |             |

[r] и[ʃ] встречаются только в недавних заимствованиях. 